# Tandbandspanner
De Tandbandspanner (Scotopteryx moeniata) is een vlinder uit de familie Geometridae (spanners). De spanwijdte bedraagt tussen de 28 en 32 millimeter.

## Waardplanten
De tandbandspanner heeft verschillende bremsoorten als waardplanten.

## Voorkomen in Nederland en België
De tandbandspanner komt niet meer voor in Nederland en is in België een zeer zeldzame soort die tot voor kort enkel in het zuiden van het land werd waargenomen, maar waar recentelijk een populatie van in Vlaanderen werd herontdekt.

## Vliegperiode
De vlinder kent jaarlijks één generatie die vliegt van half juli tot begin september.